# ハラタケ科
ハラタケ科は真正担子菌綱ハラタケ目の菌類。ハラタケ属や、以前ケシボウズタケ科、キツネノカラカサタケ科、ホコリタケ科などに分類されていた菌類を含んでいる。Dictionary of the Fungiの第10版によるとこの分類には85属1340種が含まれるとされる。

## 生態
ハラタケ科に属する殆どの種が腐生菌であると考えられている。シロカラカサタケ属(Leucoagaricus)やキヌカラカサタケ属(Leucocoprinus)等の種類の中にはハキリアリなどの蟻と共生するものもある。

## 下位分類
以下は生物データベースであるcatalogue of life.orgによる分類をもとに代表的な形態的特徴が分かる写真も各属に付き数枚載せる。アメリカ国立生物工学情報センター（ National Center for Biotechnology Information、NCBI）による分類ではもう少し少なく50属程度としている。

### Agaricusハラタケ属
子実体はハラタケ型（agaricoid）、成熟した胞子および胞子紋は有色で多くが黒褐色、ひだは柄に対し離生もしくは隔生、柄には膜質のつばを持つもしくは欠く。肉はしばしば変色性を持つ。草原もしくは森林内に発生する。模式種はAgaricus campestris（ハラタケ）

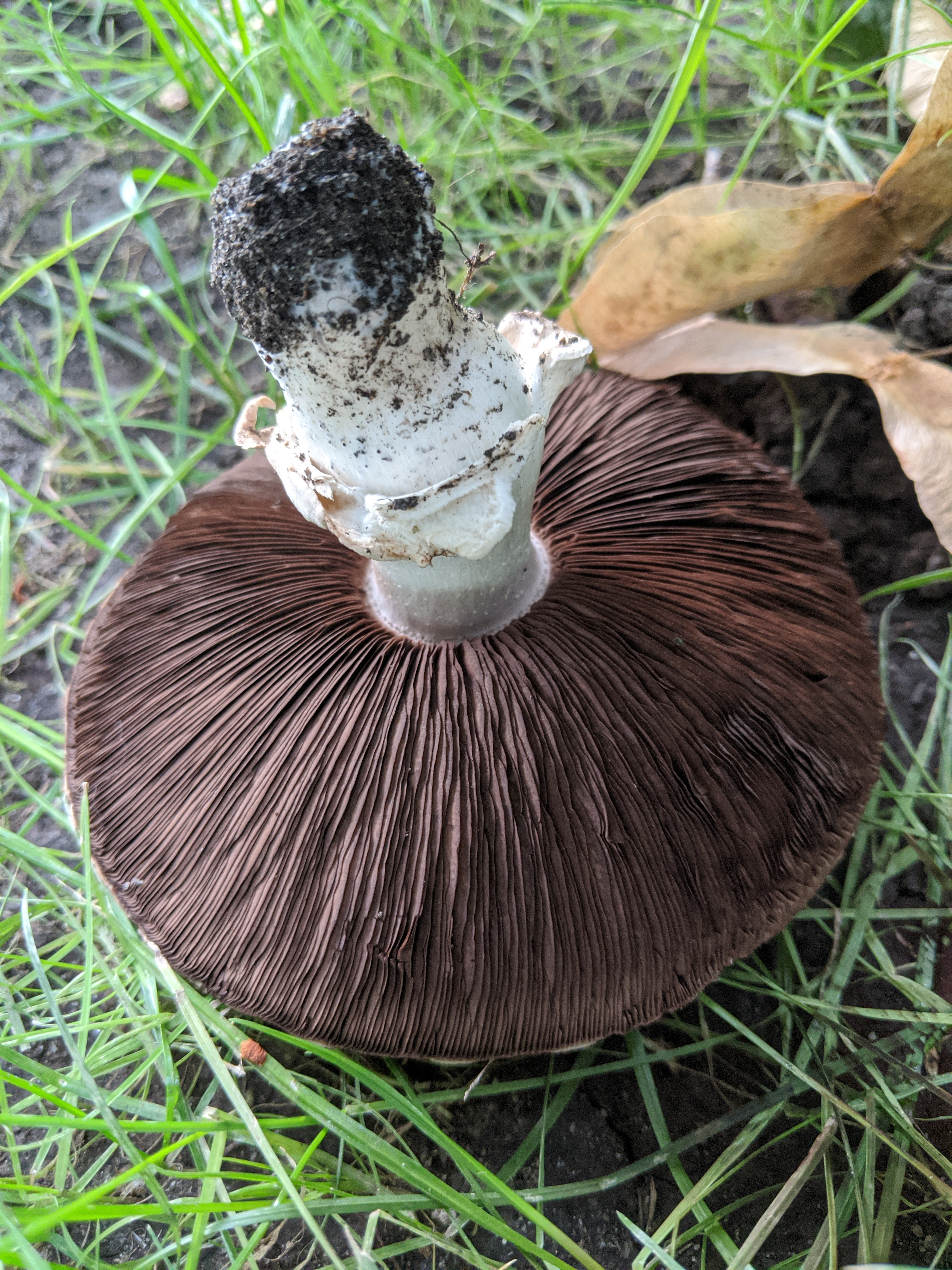
Agaricus campestris 成熟した胞子
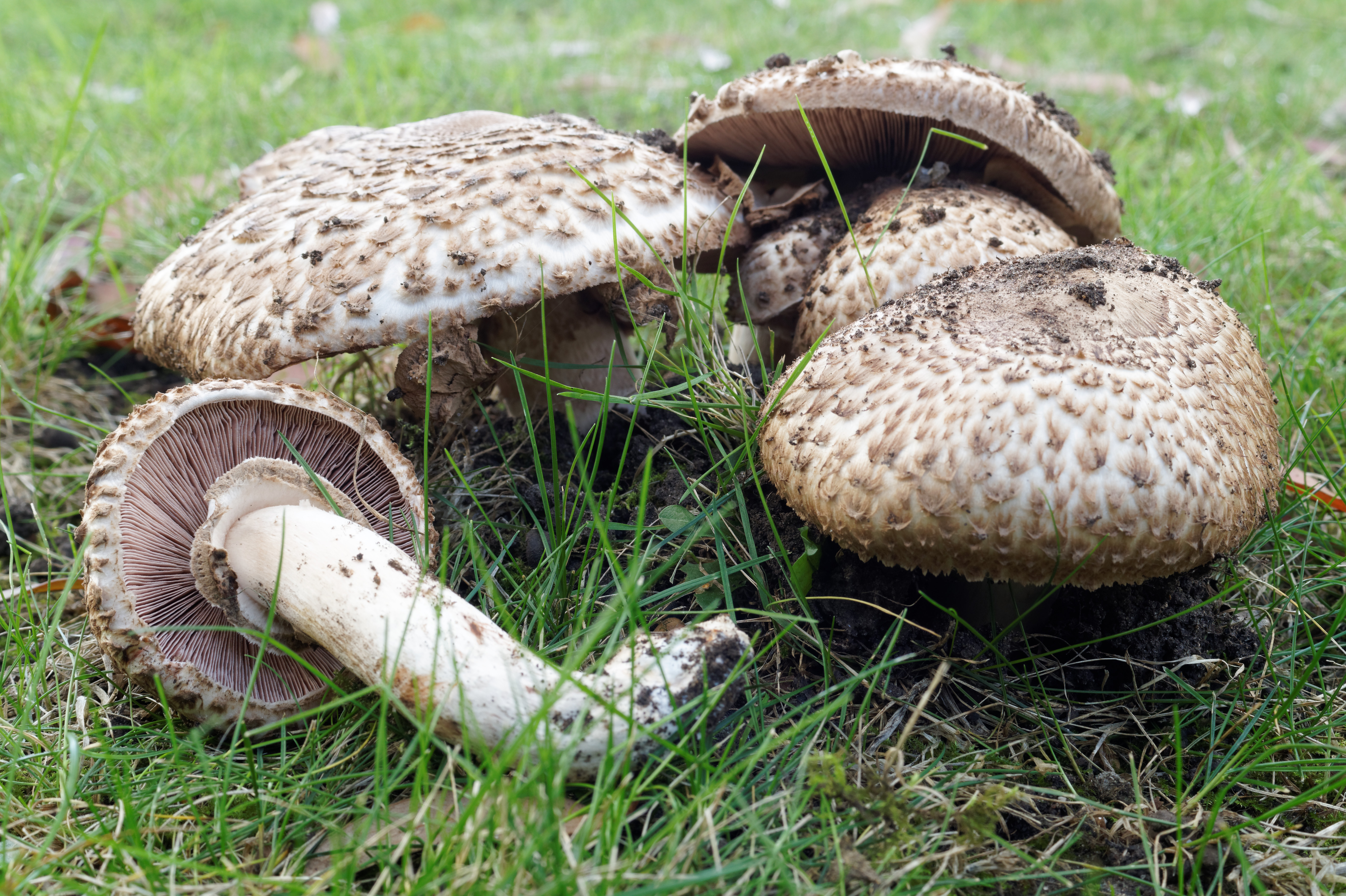
Agaricus bohusii 鱗片状の傘
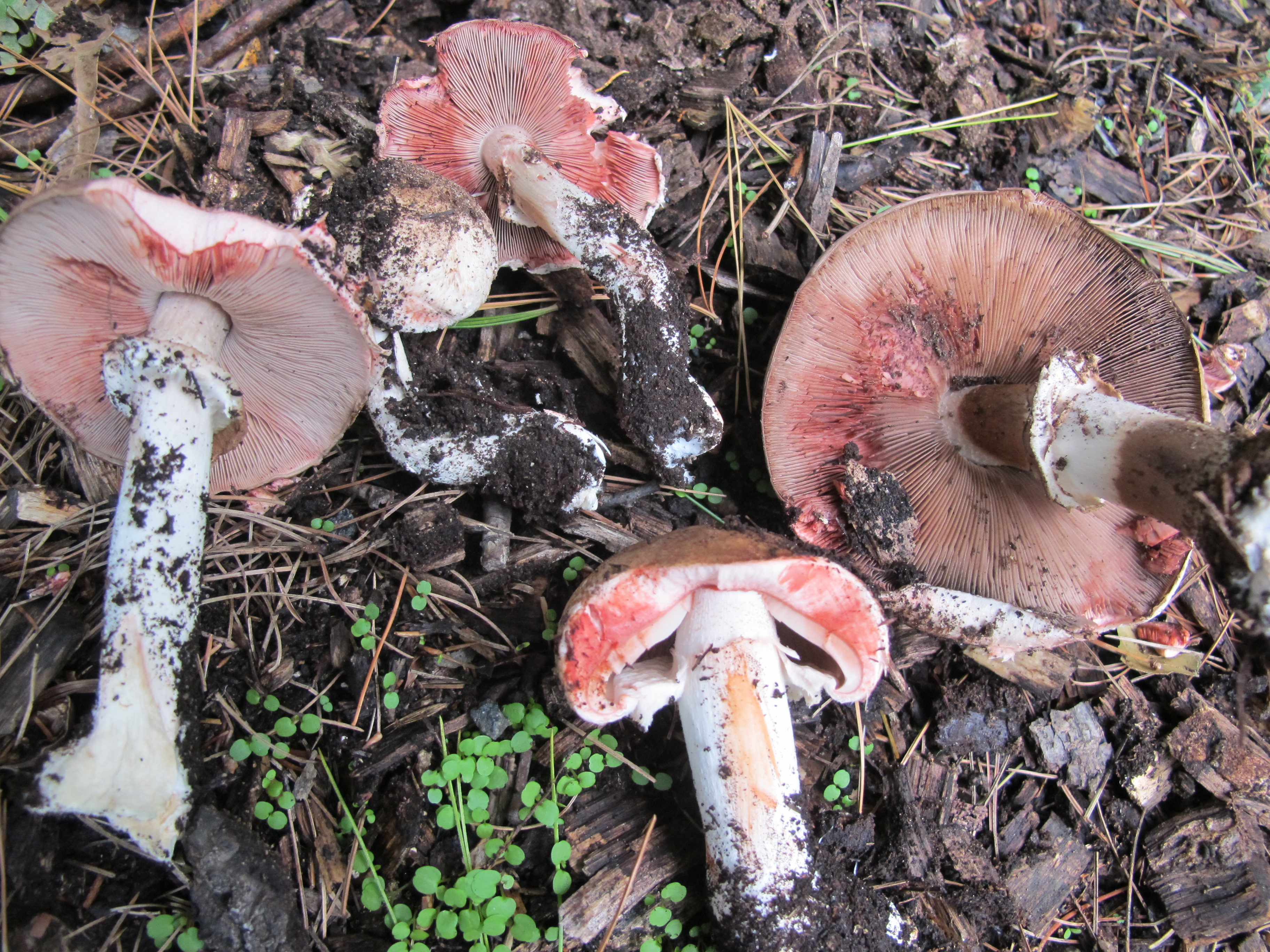
Agaricus pattersonae 肉に強い赤変性

### Chlorophyllumオオシロカラカサタケ属
つばはリング状。ひだは白色だが老菌になると色が変わるものが多い。

### Lepiotaキツネノカラカサ属
全体的に小型から中型で傘に褐色の鱗片を付ける種が多い。柄は長く基部が膨らむ。ひだは白色。森林内に発生する種が多い。

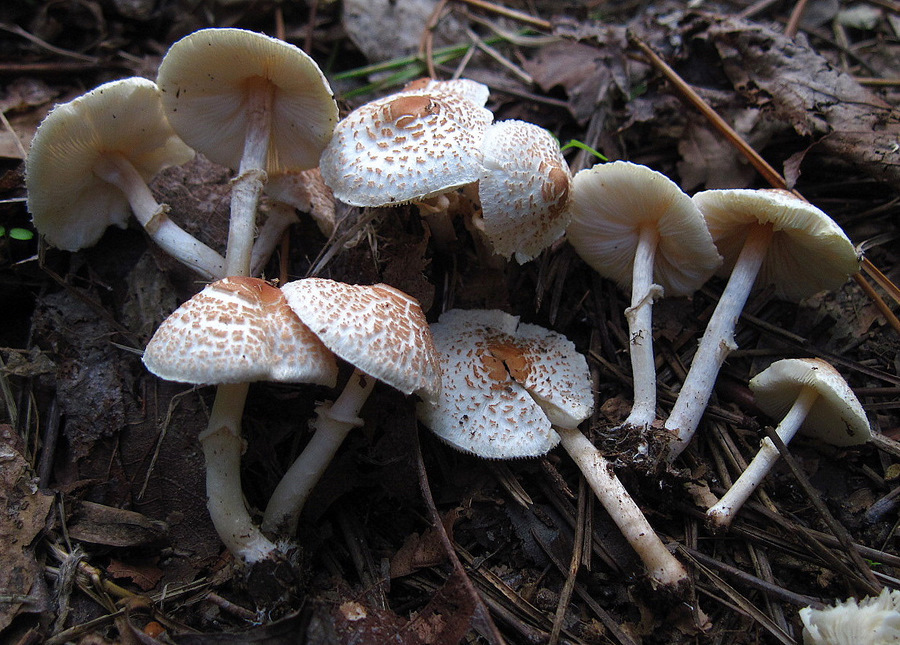
Lepiota cristata ひだは白色。柄の基部がやや膨らむ。
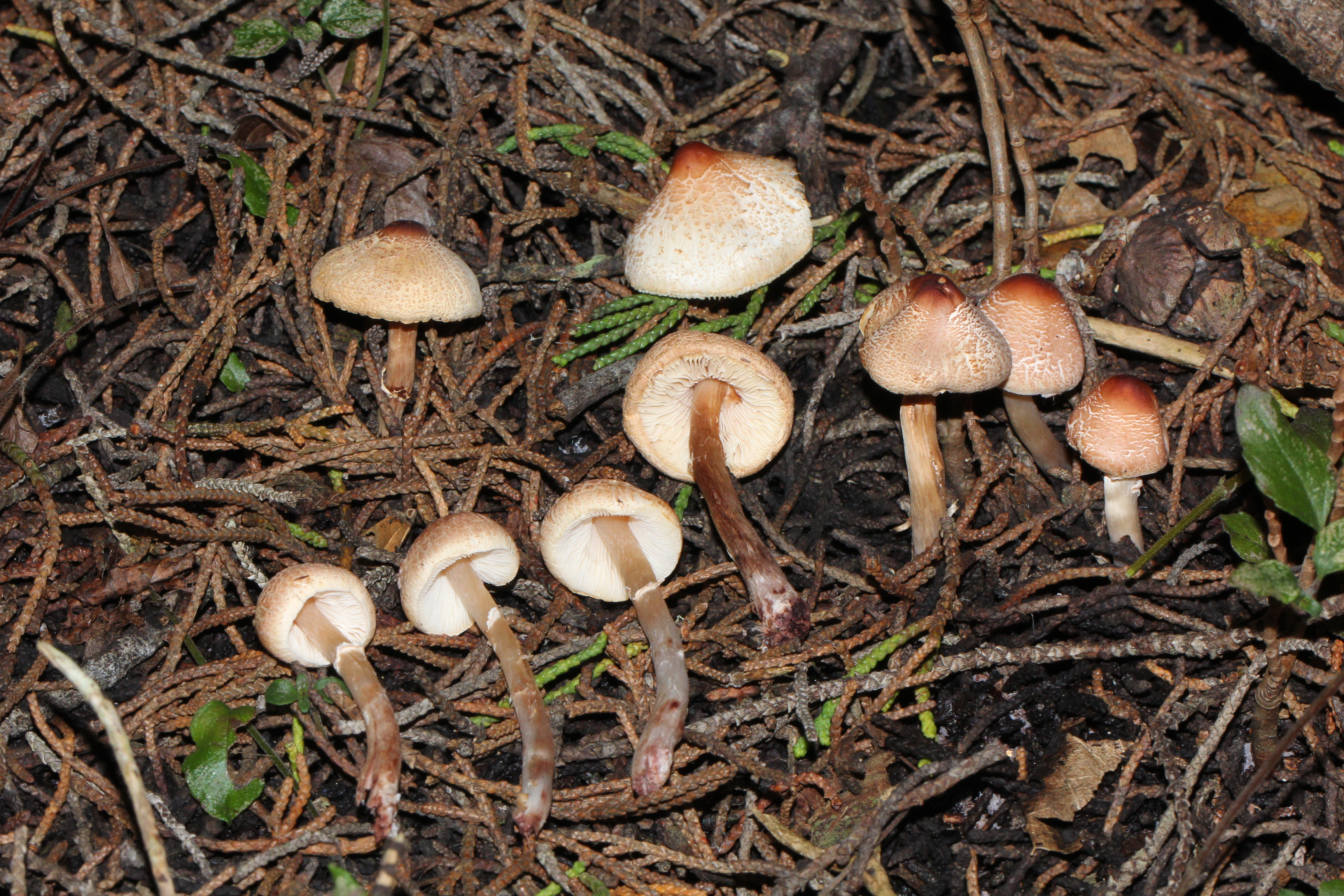
Lepiota castaneidisca

## 参照
1. ↑  Kirk PM, Cannon PF, Minter DW, Stalpers JA. (2008). Dictionary of the Fungi. 10th ed. Wallingford: CABI. p. 11. ISBN 0-85199-826-7
2. ↑  B. Hölldobler & E.O. Wilson (2009). The superorganism: the beauty, elegance, and strangeness of insect societies. New York NY: W. W. Norton & Company